# Francis Dubreuil

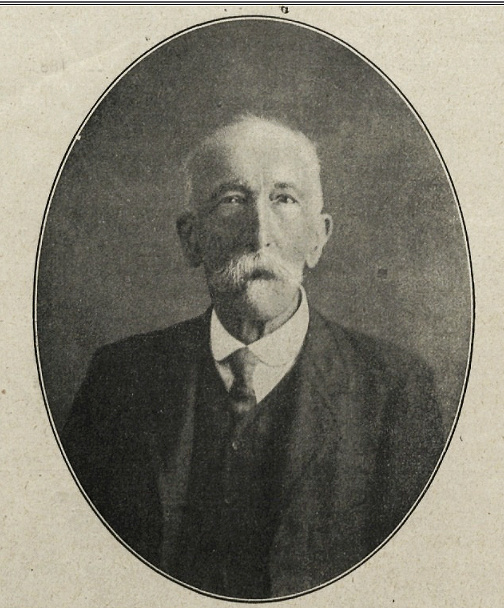
Francis Dubreuil

Francis Dubreuil (Taufname: Louis-François Dubreuil; * 2. November 1842 in Lyon; † 1. September 1916 ebenda) war ein französischer Rosenzüchter. Als Großvater von Francis Meilland war er ein Ahnherr der heute noch existierenden berühmten Rosendynastie der Meilland.

## Leben
Er wurde in Lyon geboren und arbeitete ursprünglich als Schneider, wie vor ihm sein Vater. Zu seinem zweiten Metier, der Rosenzucht, kam Dubreuil erst durch seine Heirat mit Marie Rambaux, einer Tochter von Joseph Rambaux (1820–1878). Rambaux war Gärtner im berühmten Parc de la Tête d’Or und züchtete daneben auch Rosen.
Angeregt durch seinen Schwiegervater begann auch Dubreuil sich für Rosen zu interessieren. Schließlich übernahm er nach Rambaux’ Tode dessen Sammlung von Rosensämlingen und eröffnete einen eigenen Betrieb, den er in der Folge erweiterte. Zunächst gab er noch Sorten von Rambaux heraus und später eigene Züchtungen, die er jedes Jahr in einem Katalog bekannt machte. Insgesamt brachte er gut 60 eigene Sorten heraus. Eine seiner ersten Rosen war 'Anna Maria de Montravel' von 1880, eine weiße Polyantha-Rose.

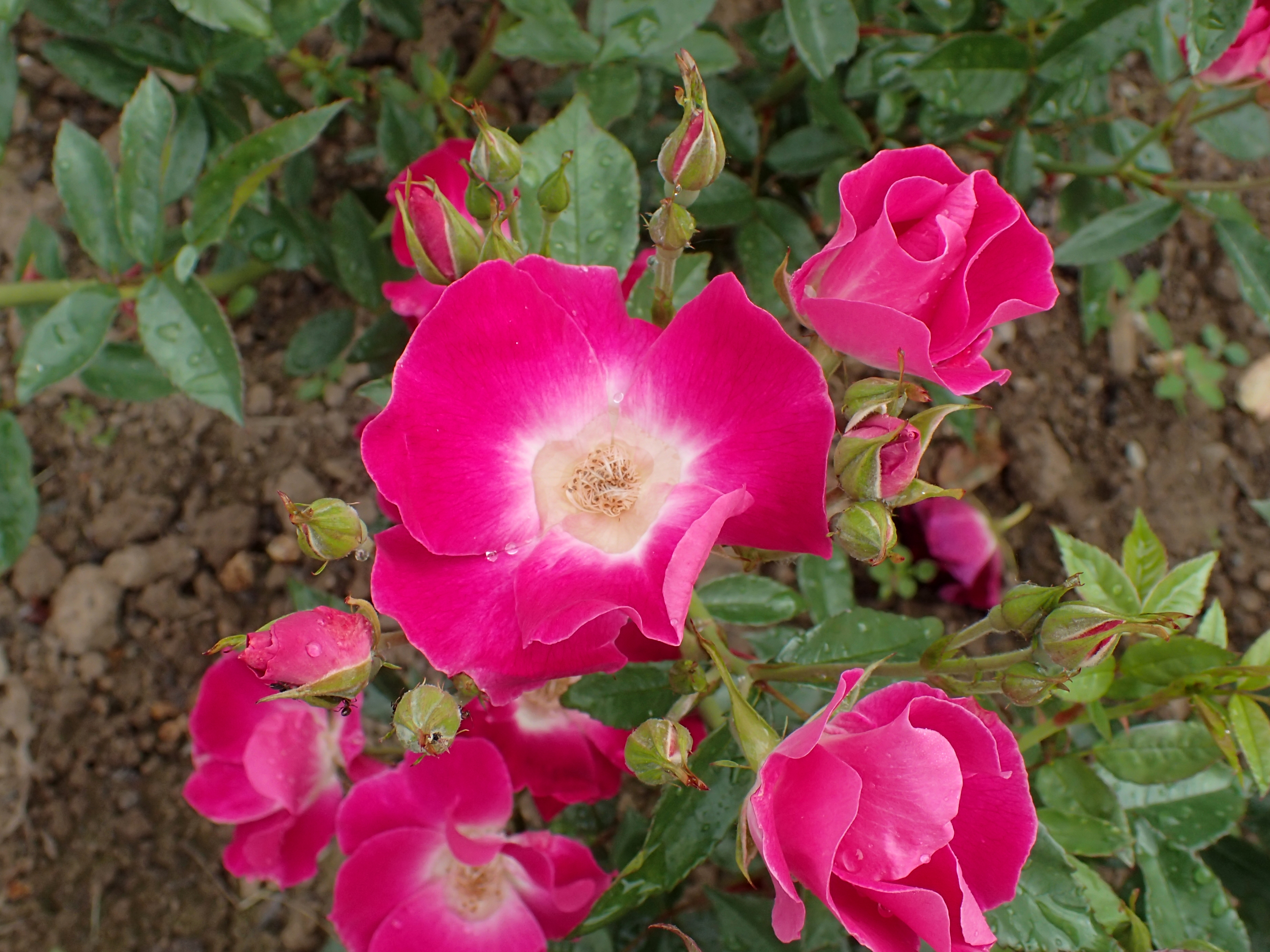
Dubreuils Polyantha-Rose 'Madame Francisque Favre', 1915

Den ersten großen, internationalen Erfolg hatte er mit der apricot-rosa Polyantha-Rose 'Perle d’Or' („Goldperle“) (1883 oder 1887 ?), die noch zu den von Rambaux gezüchteten Sorten gehörte.
Zu seinen bekanntesten Rosen zählen außerdem die nach ihm selber benannte dunkel-samtrote Teerose 'Francis Dubreuil', die er 1895 herausbrachte, und die rote Polyantha-Rose 'Perle des Rouges' aus dem Folgejahr 1896.
Ein großer Erfolg wurde auch die gold-apricot-farbene Noisette-Rose 'Crépuscule', die 1904 herauskam, als eine der letzten Noisette-Rosen gilt und auch heute noch verbreitet ist.
Andere Rosen von Dubreuil sind: die mauve-farbene Remontant-Rose 'Président Dutailly' (1882), die himbeerrote China-Rose 'Princesse de Sagan' (1887), die creme-weiße Teerose 'Graziella' (1893), die Polyantha-Rose 'Merveille des Rouges' (1911) und die fuchsia-farbene Polyantha-Rose 'Madame Francisque Favre' (1915).
Persönlich soll Francis Dubreuil ein hilfsbereiter Mensch von gesundem Menschenverstand gewesen sein. 1896 war er Gründungsmitglied der Société Française des Rosiéristes (heute: Société Française des Roses). Für seine Verdienste um die Rose wurde er mit einem Orden als „officier du Mérite agricole“ ausgezeichnet.
Im Jahr 1900 stellte Dubreuil den jungen Antoine Meilland („Papa Meilland“; 1884–1971) als Hilfsgärtner ein, der neun Jahre später Dubreuils Tochter Claudia heiratete (1887–1932); ihr gemeinsamer Sohn war Francis Meilland (1912–1958), der das Lebenswerk seines Großvaters weiterführte und  einer der erfolgreichsten und berühmtesten Rosenzüchter des 20. Jahrhunderts wurde.

## Galerie: Rosen von Francis Dubreuil

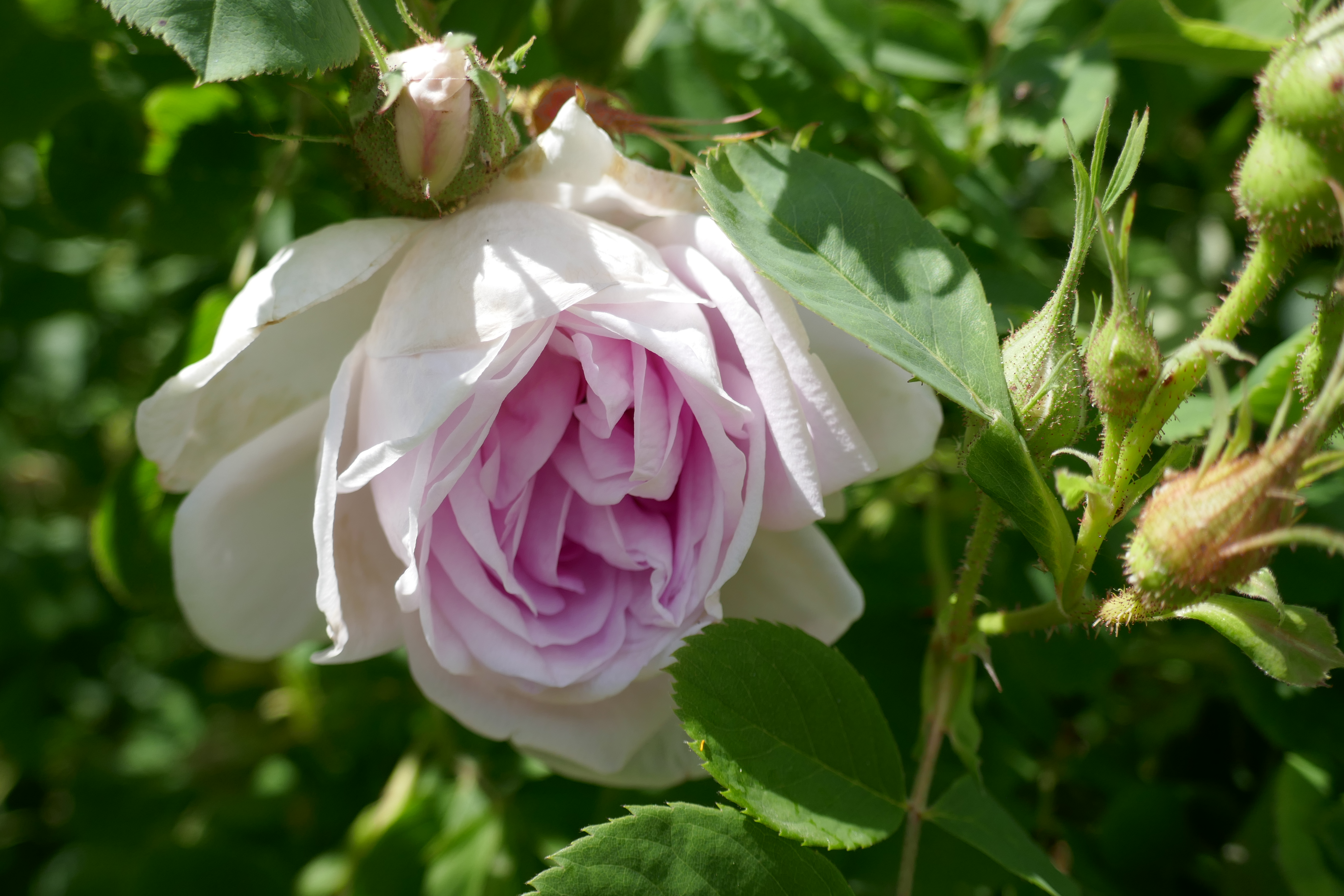
'Président Dutailly', 1882
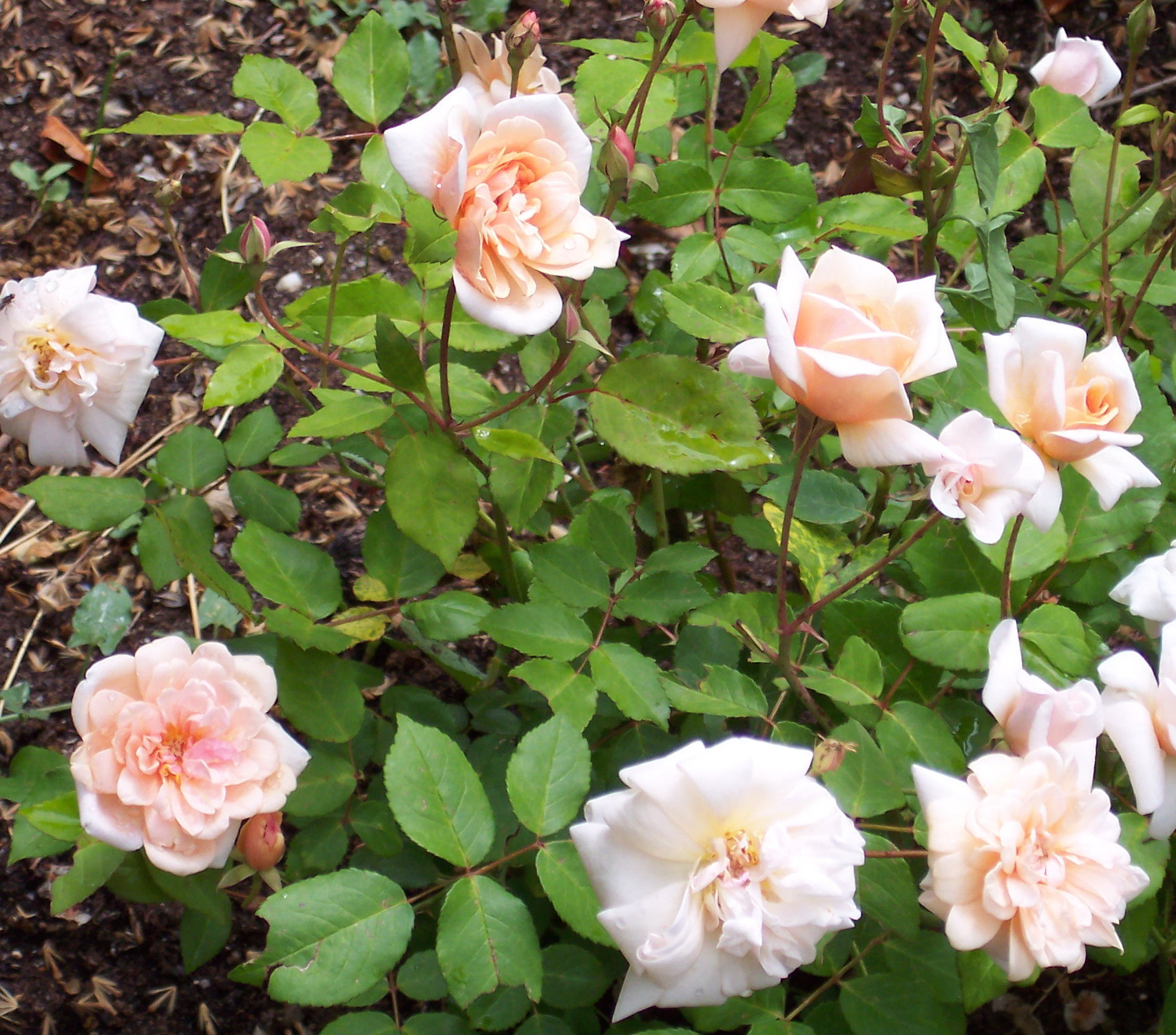
'Perle d'Or', 1883 (?) (von Rambaux, posthum von Dubreuil herausgebracht)
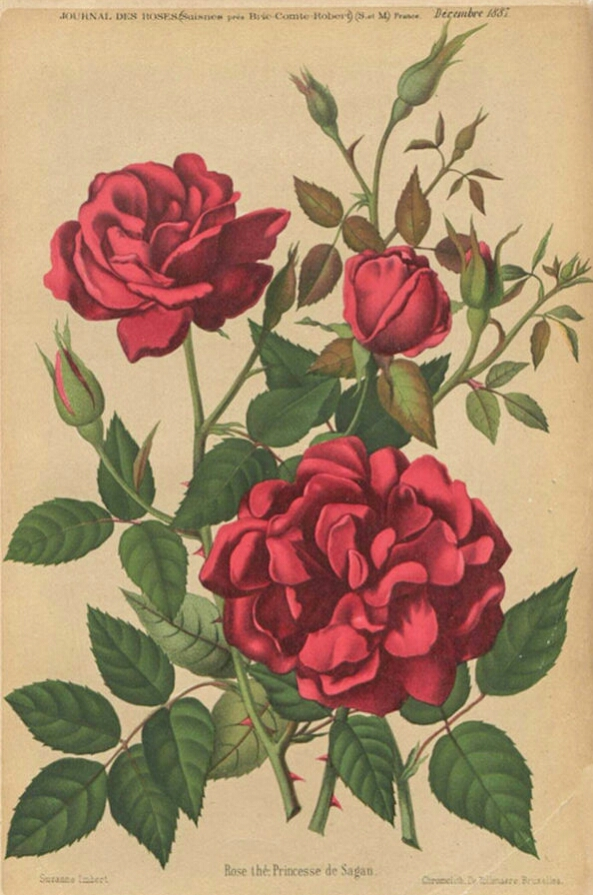
'Princesse de Sagan', 1883
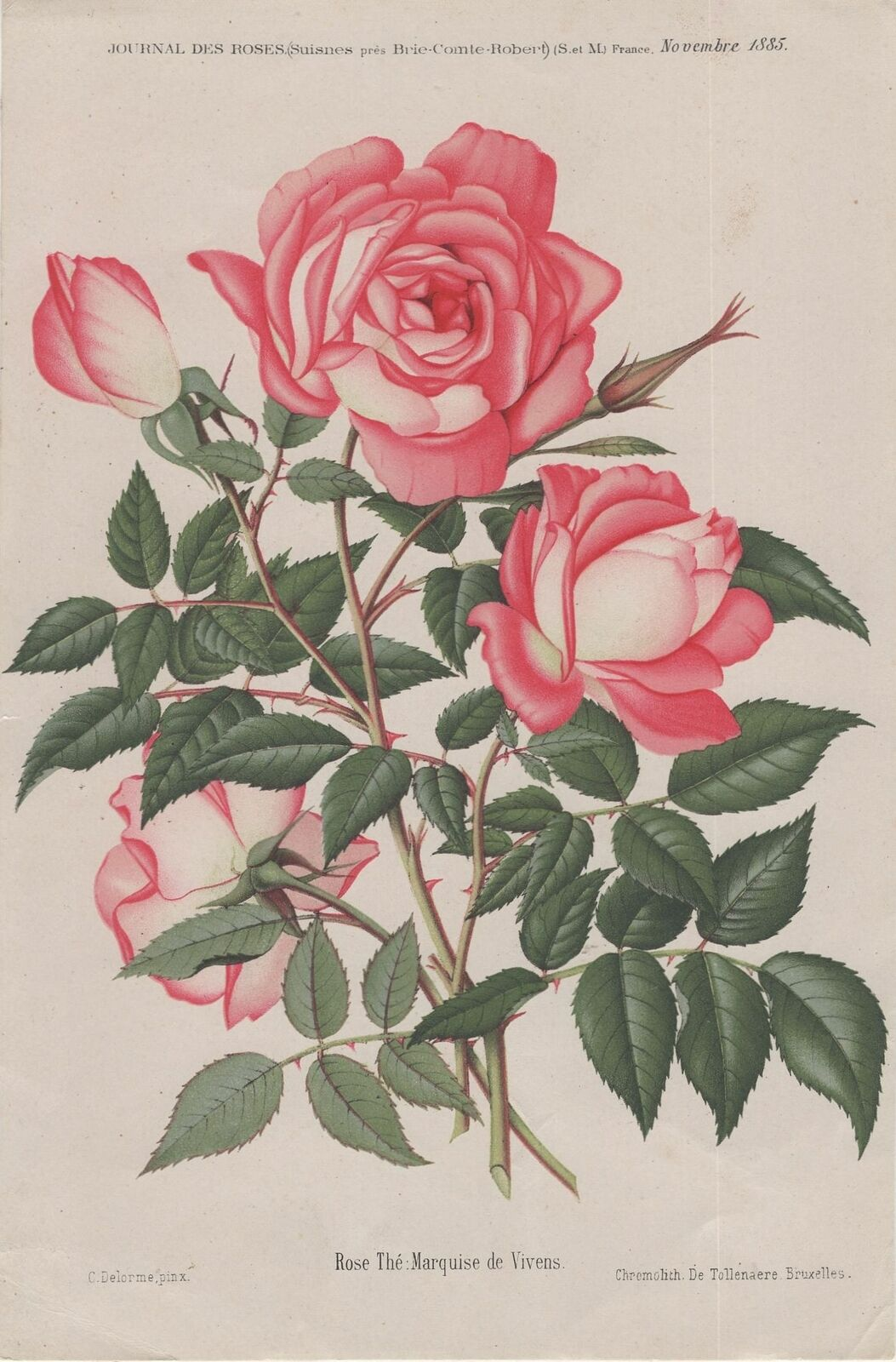
'Marquise de Vivens', 1885
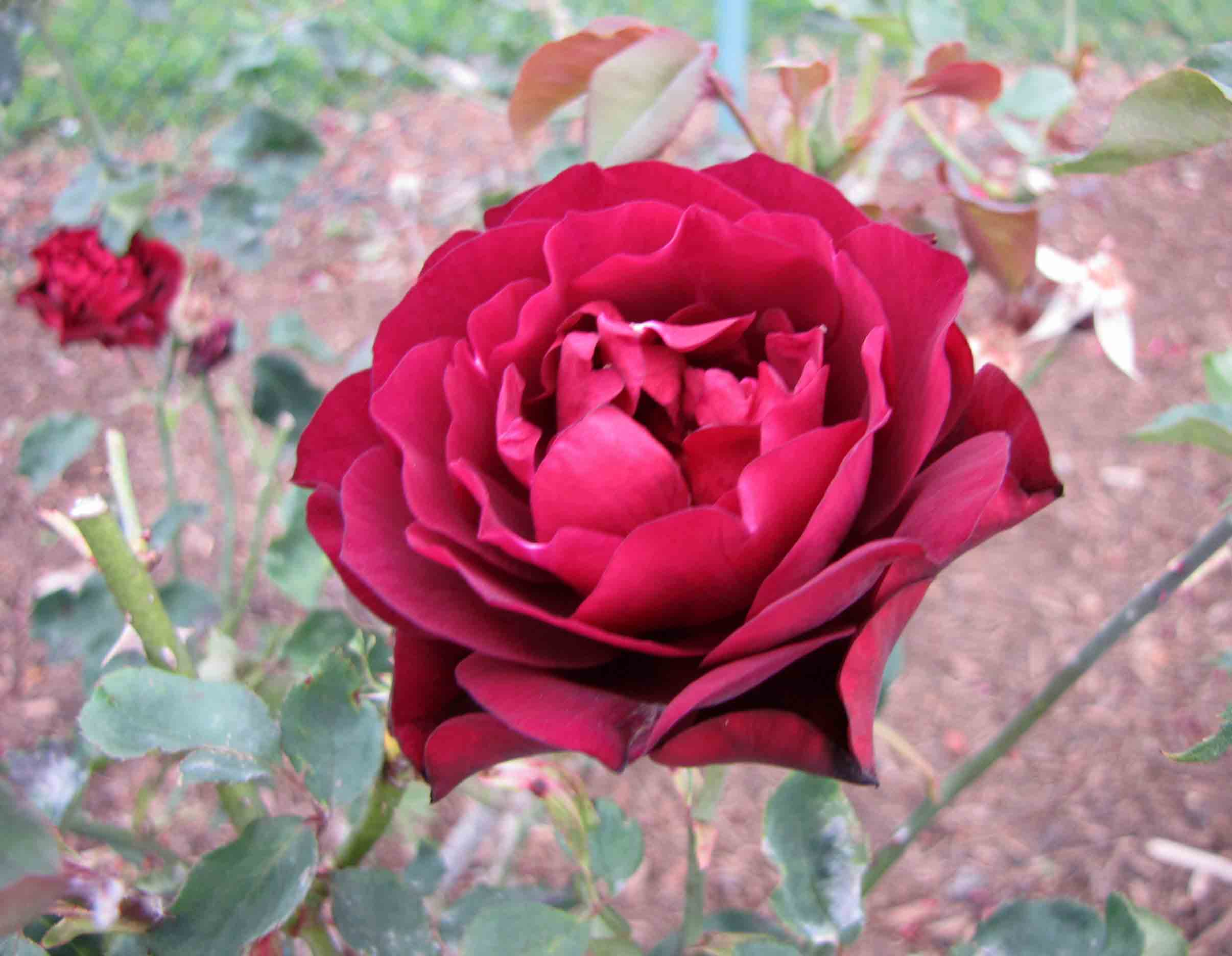
'Francis Dubreuil', 1894
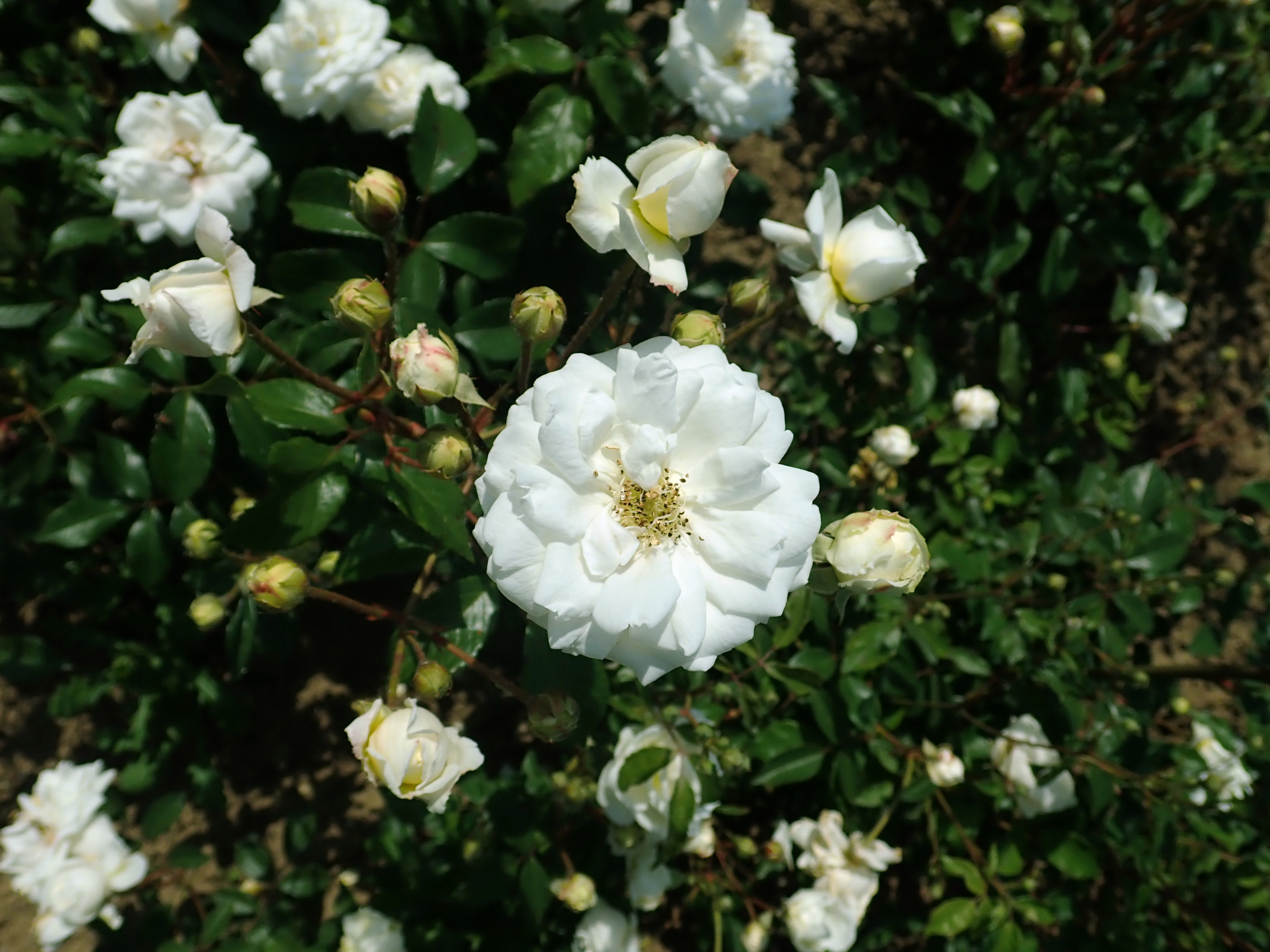
'Perle des Neiges', 1902
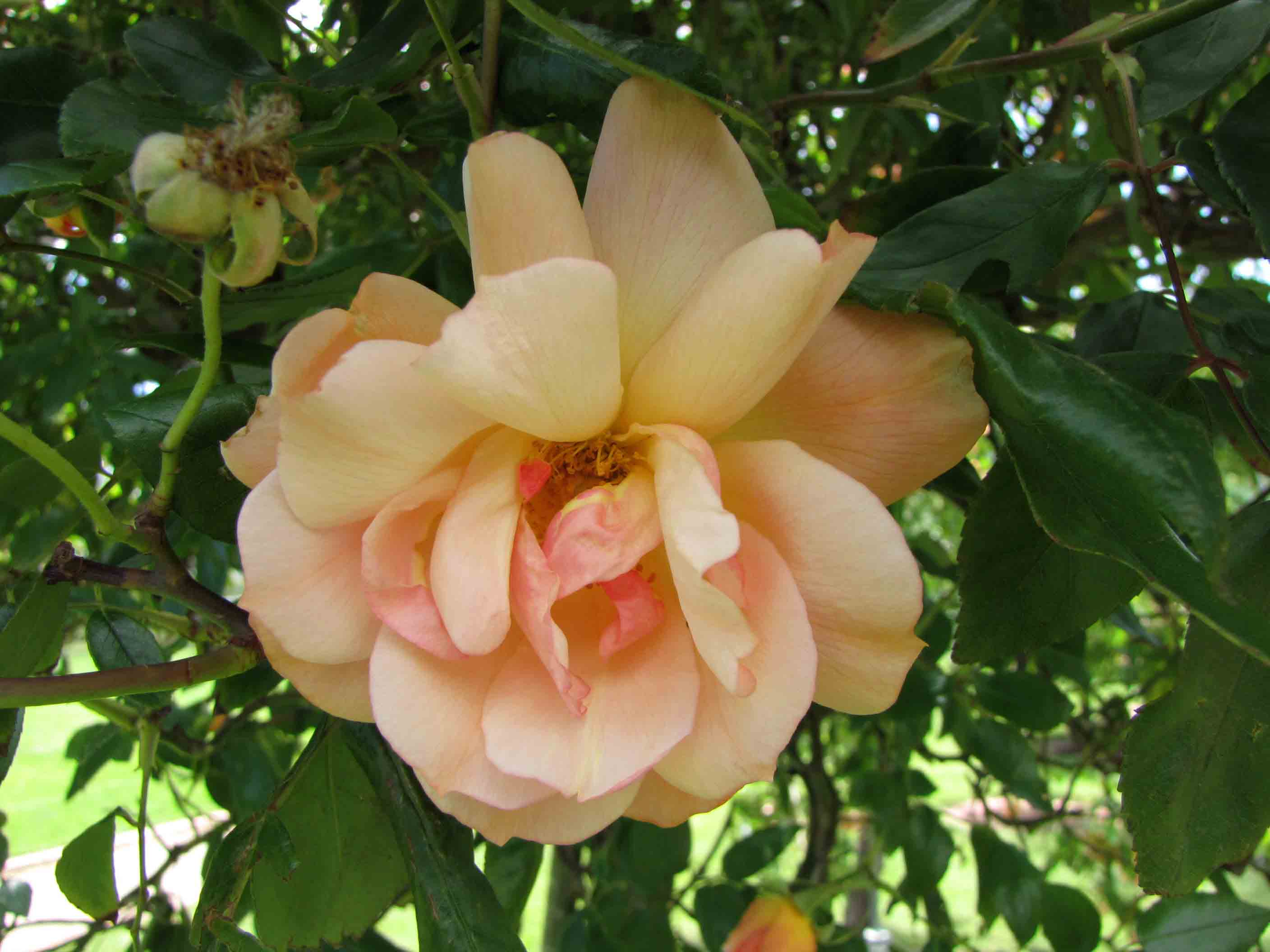
'Crépuscule', 1904
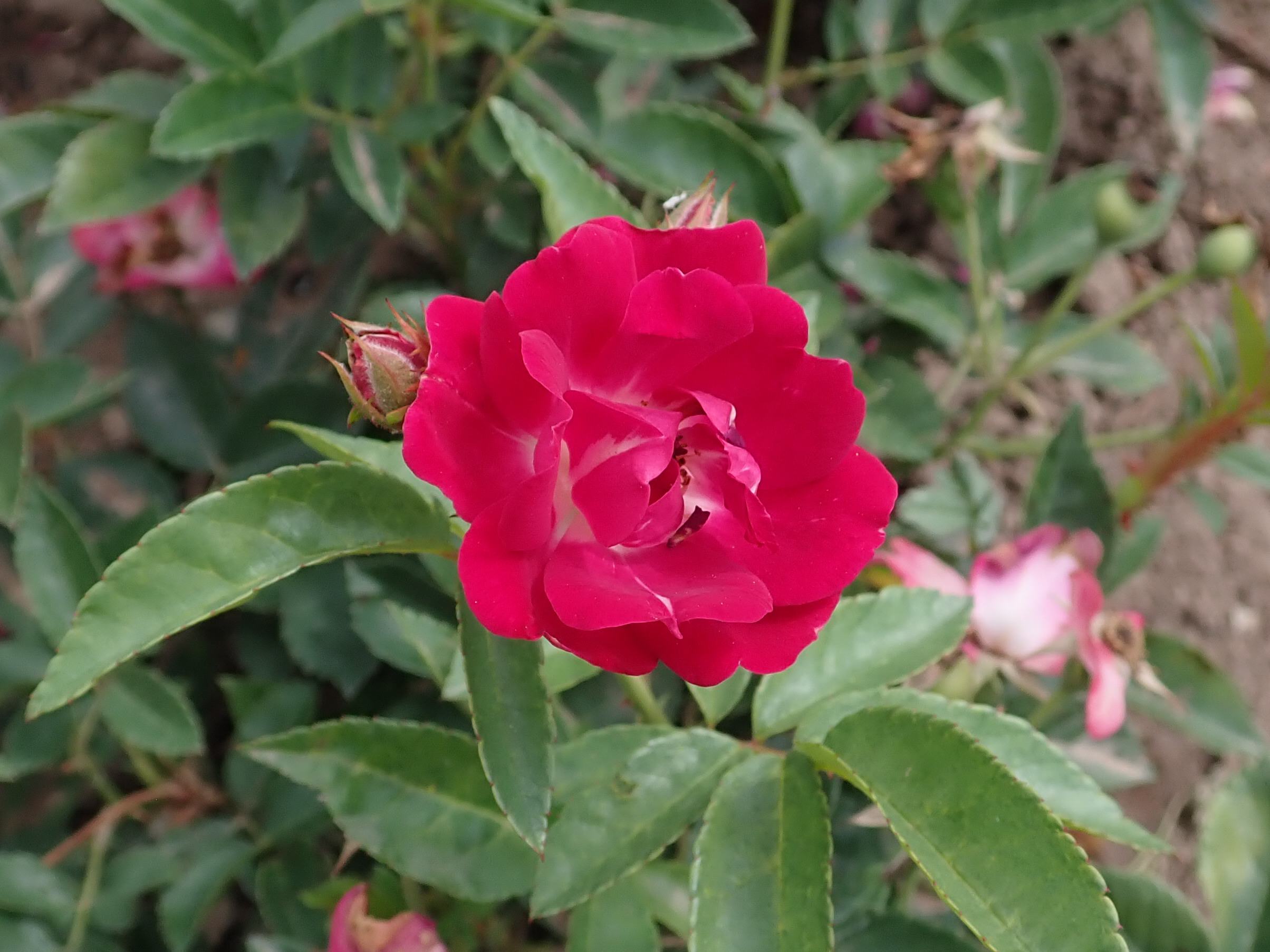
'Merveille des Rouges', 1910